# 澳門格蘭披治大賽車
澳門格蘭披治大賽車（葡萄牙語：Grande Prémio de Macau），是澳門所舉行的格蘭披治賽車體壇賽事，首屆賽事於1954年10月30－31日舉行。
澳門格蘭披治大賽車是澳門體壇、車壇盛事，賽事在市區鬧市內，在以多彎、狹窄等因素著名的東望洋跑道上進行。全球現有新加坡、澳門、加州長堤、巴庫及摩納哥設有賽車街道賽，而東望洋跑道亦是全球唯一同時舉行房車賽和電單車賽的街道賽場地。
澳門格蘭披治大賽車的比賽項目除著名的三級方程式外，還設有房車賽、電單車賽、GT3賽等，亦曾舉辦懷舊的老爺車賽、以明星名人為賣點的成龍盃等，亦設自動波電單車賽來增加賽事的娛樂性，是公認為世界上最佳的街道賽事，亦更曾被選為「10項最精彩的街道賽事」和「不能錯過的二十項頂級賽車活動」。

## 沿革
1954年，一班澳門賽車愛好者包括卡洛斯·席爾瓦（Carlos Silva）、費爾南多·平托（Fernando Pinto）等有意於澳門曲折多彎的街道上舉辦賽車比賽，此一構想得到了香港汽車會的協助與支持。結果於同年的10月30日，第一屆的澳門格蘭披治大賽車正式舉行。首屆賽事共15輛車參賽，其中包括主辦者費爾南多·平托和女性車手瑪格麗特·倫納德（Margaret Wen Lenard）。比賽成績以四個小時完成的路程長短來計算，冠軍得主是香港葡僑愛德華多·德·卡爾瓦羅（Eduardo de Carvalho）。賽事免費入場，吸引超過兩萬人入場觀賞，是亞洲地區首個舉辦格蘭披治賽車的地方。
賽事舉辦初期，所有支出經費均為私人機構贊助以及由賽車愛好者籌措。由第二屆賽事起，入場需要購票，每張為一圓。第三屆賽事起，大會更發行賽車彩票，但後因反應冷淡而告終。
1967年11月19日，香港電視廣播有限公司（無綫電視）開台，首個電視節目就是現場轉播澳門格蘭披治大賽車。這亦是澳門電視史上的第一次電視直播。
1975年，澳門總督下令葡萄牙汽車會（Automovel Clube de Portugal）澳門分會將大賽車交予澳門市政廳主辦，葡萄牙汽車會改為贊助。由於葡萄牙賽車會在賽前一個月宣佈拒絕贊助和賽事並未列入國際賽車日程的關係，賽車曾面臨停辦危機。及後經與葡萄牙汽車會和國際汽車聯盟（FIA）交涉，澳門賽事從此被列入國際賽車的賽程表內。
1998年11月，中葡聯合聯絡小組宣佈原本之葡國盃於2年後改名為財神盃。
2008年舉行的第55屆澳門大賽車，首次引入商業冠名，由「名門世家」取得冠名權。其後，賽事繼續使用商業冠名模式。
2013年，澳門大賽車踏入第60屆，新增部分比賽如青年冠軍方程式系列賽，比賽日由4日增加至6日。其中賽事控制塔重建完成，由玻璃幕牆和黃黑色為主調的外牆構成，與東望洋賽道上的防撞欄顏色一脈相承互相呼應。
2023年，澳門大賽車踏入第70屆，並橫跨11月兩個周末舉行，分別於11月11日至12日及16日至19日舉行。首周賽事包括澳門亞洲四級方程式大賽、大灣區GT盃、TCR亞洲挑戰賽、澳門路車挑戰盃及一場國際支援賽，第二周賽事上演澳門格蘭披治三級方程式大賽-國際汽聯三級方程式世界盃、澳門GT盃-國際汽聯GT世界盃、澳門東望洋大賽-TCR世界巡迴賽最終站、澳門格蘭披治電單車-第五十五屆大賽、澳門房車盃及澳門70周年挑戰賽，六家綜合度假休閒企業將成為主要贊助商各贊助2,000萬元，預算方面為2.6億澳門元。
2024年，國際汽聯宣布第71屆澳門大賽車起，將以區域方程式世界盃取代三級方程式世界盃。
2025年，國際汽聯宣布第72屆澳門大賽車起，將增設四級方程式世界盃賽事，而區域方程式世界盃則繼續舉辦，再加上深受歡迎的GT世界盃亦會舉行，意味着今年澳門大賽車將有三項國際汽聯世界盃賽事在東望洋跑道舉行，亦同時會有其他的支援賽事包括房車賽或受影響，可能會被取消或縮減比賽；而四級方程式賽事則相隔一年後再次在澳門大賽車中亮相。

## 賽道簡介

### 東望洋跑道

賽道表示圖

東望洋跑道或稱東望洋賽道是全世界上唯一同時舉行房車賽及電單車賽的街道賽場地。整條賽道環繞澳門東望洋山，全長6.2公里（3.8哩），沿途多彎，有上坡下坡路，亦有筆直寬闊的大直路。賽道最闊路面達14米，而最窄的僅只有7米。

### 觀眾席
澳門格蘭披治大賽車委員會每年均會在友誼大馬路起點、水塘彎、葡京彎設置看台供持票者欣賞賽事，門票的價格，練習日只需50澳門圓，而賽事日的話，由最低澳門幣150圓至最高1000圓不等，視乎觀看位置及看台類別而定。

## 舉行賽事

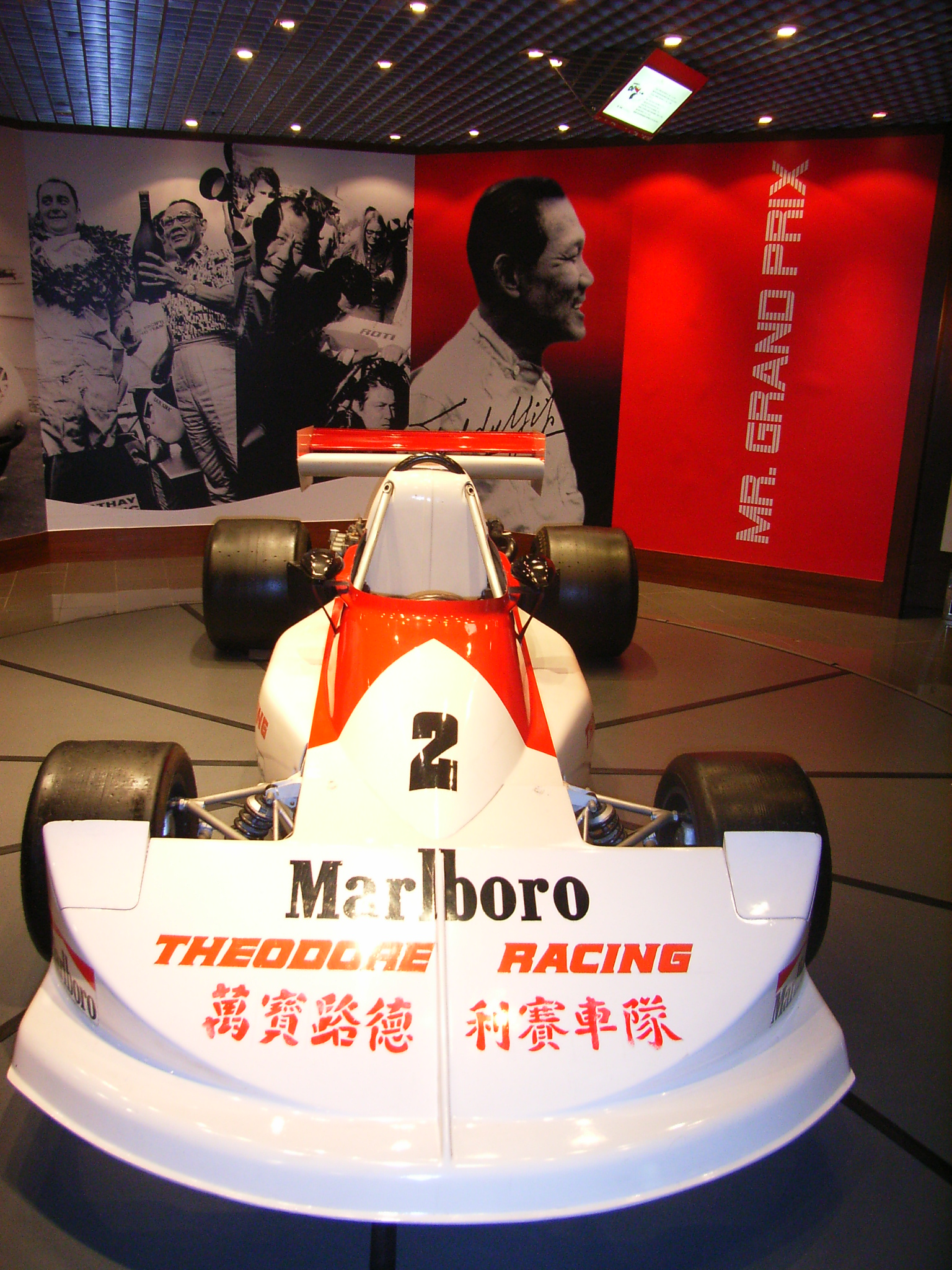
一輛F3跑車

澳門格蘭披治大賽車期間，曾經或現時舉行的主要賽事有：

### 現時
- 澳門格蘭披治大賽（1954至今）
  - 1954－1976：跑車大賽
  - 1977－1982：太平洋方程式錦標賽
  - 1983－2003：三級方程式大賽
  - 2004－2015：國際汽聯三級方程式洲際盃
  - 2016－2019：國際汽聯三級方程式世界盃
  - 2020：國際汽聯四級方程式中國錦標賽
  - 2021：澳娛贊助稱為「澳娛綜合澳門格蘭披治四級方程式大賽」
  - 2022：金沙中國贊助稱為「金沙中國澳門格蘭披治四級方程式大賽」
  - 2023：國際汽聯三級方程式世界盃
  - 2024：國際汽聯區域方程式世界盃
- 東望洋大賽（1972至今），曾使用以下冠名：
  - 1972－1993：東望洋大賽
  - 1994：亞太房車錦標賽-澳門站
  - 1995－1999：東望洋大賽
  - 2000：亞洲房車錦標賽-澳門站
  - 2001：澳娛贊助，並作為亞洲房車錦標賽其中一站賽事，稱為「澳門旅遊娛樂有限公司東望洋大賽－亞洲房車賽」
  - 2002－2003：澳博贊助，並作為亞洲房車錦標賽其中一站賽事，稱為「澳門博彩股份有限公司東望洋大賽－亞洲房車賽」
  - 2004：澳博贊助稱為「澳門博彩股份有限公司東望洋大賽－國際房車賽」
  - 2005－2006：澳博贊助，並作為世界房車錦標賽其中一站賽事，稱為「澳門博彩股份有限公司特約：澳門東望洋大賽－FIA世界房車錦標賽」
  - 2007－2008：國際汽聯世界房車錦標賽(WTCC)-澳門站
  - 2009－2012：澳博贊助，並作為世界房車錦標賽其中一站賽事，稱為「澳門博彩股份有限公司特約：澳門東望洋大賽－FIA世界房車錦標賽」
  - 2013：名門世家贊助，並作為世界房車錦標賽其中一站賽事，稱為「星河灣名門世家特約：澳門東望洋大賽－FIA世界房車錦標賽」
  - 2014：國際汽聯世界房車錦標賽(WTCC)-澳門站
  - 2015－2016：太陽城集團贊助，並作為TCR系列賽其中一站賽事，稱為「太陽城集團澳門東望洋大賽2.0T」
  - 2017：太陽城集團贊助，並作為世界房車錦標賽其中一站賽事，稱為「太陽城集團澳門東望洋大賽－FIA世界房車錦標賽」
  - 2018－2019：太陽城集團贊助，並作為世界房車盃其中一站賽事，稱為「太陽城集團澳門東望洋大賽－國際汽聯世界房車盃」
  - 2020：TCR國際汽車中國系列賽-澳門站
  - 2021：銀河娛樂贊助稱為「銀河娛樂澳門東望洋大賽」
  - 2022：永利澳門贊助，並作為TCR亞洲挑戰賽其中一站賽事，稱為「永利澳門東望洋大賽－TCR亞洲挑戰賽」
  - 2023－2024：Kumho TCR世界巡回赛-澳门站
- 澳門房車盃（1991至今），曾使用以下冠名：
  - 1991－2000：澳門盃
  - 2001：配合2005年東亞運動會宣傳活動稱為「澳門第四屆東亞運動會盃」
  - 2002：積發啤酒贊助稱為「積發啤酒澳門盃」
  - 2003：澳門電訊贊助稱為「澳門電訊盃」
  - 2004－2005：澳門電訊贊助，並作為亞洲房車錦標賽其中一站賽事，稱為「澳門電訊盃－亞洲房車賽」
  - 2006：澳門電訊贊助，並慶祝澳門電訊成立25年，稱為「澳門電訊銀禧盃」
  - 2007－2013：澳門電訊贊助稱為「澳門電訊房車盃」
  - 2014－2017：澳門電訊贊助稱為「CTM澳門房車盃」
  - 2018－2019：速食贊助稱為「Food4U澳門房車盃」
  - 2020：澳門房車盃
  - 2021：新濠博亞娛樂贊助稱為「新濠澳門房車盃」
  - 2022：美高梅金殿超濠贊助，並作為中國汽車場地職業聯賽其中一站賽事，稱為「美高梅澳門房車盃－CTCC中國汽車場地職業聯賽」
  - 2023：CTCC中國汽車場地職業聯賽-澳門站
  - 2024：配合澳門回歸25週年活動稱為「澳門路車回歸盃」
- 超級跑車賽（1987至今），曾使用以下冠名：
  - 1987－1999：超級跑車挑戰賽
  - 2000：德銀贊助稱為「德意志銀行超級跑車挑戰賽」
  - 2001－2002：（沒有舉辦）
  - 2003－2007：亞洲保時捷卡雷拉盃-澳門站
  - 2008－2010：澳門GT盃
  - 2011：名門世家贊助稱為「星河灣名門世家澳門GT盃」
  - 2012－2013：新濠博亞娛樂贊助稱為「新濠天地澳門GT盃」
  - 2014：澳門GT盃
  - 2015－2019：澳博贊助，並作為國際汽聯世界盃賽事，稱為「澳博澳門GT盃－國際汽聯GT世界盃」
  - 2020：澳門GT盃
  - 2021：金沙中國贊助稱為「金沙中國澳門GT盃」
  - 2022：銀娛贊助稱為「銀河娛樂澳門GT盃」
  - 2023－2024：澳門GT盃－國際汽聯GT世界盃
- 房車埠際賽（2003至今），曾使用以下冠名：
  - 2003：「葡京黃金會盃澳門香港埠際賽」
  - 2004－2007：（沒有舉辦）
  - 2008－2013：財神酒店贊助稱為「財神酒店澳門香港埠際賽」
  - 2014－2017：華夏賽車大獎賽-澳門站
  - 2018：大灣區蓮花盃
  - 2019－2020：大灣區GT盃
  - 2021：美高梅金殿超濠贊助稱為「美高梅大灣區GT盃」
  - 2022：新濠博亞娛樂贊助稱為「新濠大灣區GT盃」
  - 2023－2024：大灣區GT盃
- 澳門路車挑戰賽（2008至今）
  - 2008－2016：澳門路車挑戰賽
  - 2017－2020：（沒有舉辦，併入澳門房車盃）
  - 2021：永利澳門贊助稱為「永利澳門挑戰盃1950cc路車賽」
  - 2022：澳娛贊助稱為「澳娛綜合澳門路車挑戰賽」
  - 2023－2024：澳门路车挑战赛
- 澳門格蘭披治電單車大賽（1967至今），曾使用以下冠名：
  - 1967－2011：澳門格蘭披治電單車大賽
  - 2012：財神酒店贊助稱為「澳門格蘭披治電單車財神酒店大賽」
  - 2013－2019：澳門格蘭披治電單車大賽
  - 2020－2021：（受COVID-19疫情影響，沒有舉辦）
  - 2022－2024：澳門格蘭披治電單車大賽

### 過往
- 老爺車大賽（1978－1994、2003）
- 超級電單車賽
- 澳門格蘭披治大賽車委員會盃自動波(綿羊)電單車賽（2003－2007）
- 澳門汽車會盃電單車新手賽
- 方程式新手賽：
  - 1995－1997：elf學院金寶方程式
  - 2000：愛立信方程式錦標賽
  - 2001－2002：亞洲方程式2000錦標賽
  - 2002－2008：亞洲雷諾方程式挑戰賽
  - 2009－2011：太平洋寶馬方程式
  - 2013：青年冠軍方程式
  - 2020－2023：澳門四級方程式大賽
- 香港組房車新手賽（1980年代－2007），曾使用以下冠名：
  - 1982：謝瑞麟盃
  - 1991－1999：旅遊司盃
  - 2000－2001：旅遊局盃
  - 2002－2004：第四屆東亞運動會盃
  - 2005－2006：第二屆亞洲室內運動會盃
  - 2007：映湖盃
- 澳門組房車新手賽（1958－2007），曾使用以下冠名：
  - 1958－1999：葡國盃
  - 2000－2007：財神酒店盃
- 尚酷R中國大師挑戰賽（2013）
- 奥迪R8 LMS盃（2013）
- 亞洲保時捷卡雷拉盃（2013）
- 林寶堅尼Super Trofeo亞洲挑戰賽（2013）
- 香港迷你車盃賽（1995）
- 三菱力駒成龍盃（1984－1994）
- 藝人明星賽：
  - 1984－2000：成龍明星慈善盃
  - 2001：寰亞天幕名人盃
  - 2015：太陽城明星蓮花挑戰盃

## 經典場面
澳門大賽車舉行了超過50屆賽事，當中出現過很多令人印象深刻的場面，包括：
- 1990年：

三級方程式賽事，舒麥加峰迴路轉的贏了米高·夏健倫。在第一回合夏健倫以拋離舒麥加3秒之多的優勢奪第一名，到第二回合最後一圈，夏健倫欲在轉入葡京彎前於右線反超前舒麥加，而舒麥加亦同時作出同一動作，夏健倫的左前輪隨即鉤住舒麥加車尾失控，撞向兩邊防撞欄需要退出，而夏健倫即下車跳地泄憤，不久更跪在路旁哭泣。而半邊定風翼被扯斷的舒麥加則直奔終點奪魁。
- 1992年：

三級方程式賽事，第一回合發生串炒意外，起步第一圈，中前段其中兩部戰車在葡京彎相撞，後車收掣不及互相以「頭插尾」直線相撞，意外中接近十輛戰車退出，意外形成的車龍由葡京彎差不多伸展至東湖酒家門前。
- 1995年：

格蘭披治電單車賽事，麥克·愛華士大戰飛力·麥卡倫。賽事成為他們的戰場，在第二的麥卡倫在賽事中不斷向頭位愛華士施壓，雙方激戰逾10圈，到最後一圈麥卡倫在漁翁彎超越了愛華士，但愛華士於沙池彎反超前麥卡倫，並直衝向終點奪冠。
三級方程式賽事，第二回合發生破歷屆紀錄的相撞意外。當德國車手拉夫·舒麥加、意大利車手亞諾·杜連及澳門車手古圖過了加思欄行車天橋底的彎位後，排在第四位的阿根廷車手方坦拿在此處失控撞欄，後面戰車隨即再撞向方坦拿令其四輪朝天，排在第六位西班牙車手的迪拉羅沙（佩德罗·德·拉·罗萨）再撞前車並撞至飛起，左前輪受損，後來跟隨後面的11部車全部收掣不及互相碰撞，導致加思欄彎角嚴重阻塞，賽事被迫中止。方坦拿於意外發生後隨即被救出；迪拉羅沙在工作人員的協助下駛離現場，但他駛至嚤囉園後亦告退出。第二回合重新起步只剩下十餘位車手出戰，後再因為文華東方彎發生嚴重意外賽會決定取消第二回合賽事。
- 1996年：

三級方程式賽事第二回合最後一圈發生旗號混亂事件。當時排在第四名的愛爾蘭車手拉爾夫·費明（拉尔夫·费尔曼）在髮夾彎疑因為轉向系統失靈撞攔，並與後面主車群在髮夾彎相撞。意外發生後不久，在頭位的意大利車手杜尼（雅诺·特鲁利）已到達終點，當時賽事工作人員仍向他揮動黑白格旗，但杜尼衝線後賽會立即出示紅旗。當杜尼駛至意外地點時，隨即下車追問在場救援人員。賽會最後決定取消最後兩圈的成績，發生意外的費明奪得冠軍，而原本首先衝線的杜尼只奪得季軍。
- 2000年：

三級方程式賽事，澳門車手古圖在安全車帶領之下掄元。在賽事最後三圈，一部戰車在沙池彎打滑撞欄，橫亙在賽道上，此時賽會出動安全車，帶領了三圈，古圖、意大利車手保羅·慕甸（Paolo Montin）及日本車手福田良在安全車帶領下分別奪得冠、亞、季軍。古圖成為澳門賽車史上第一位澳門車手奪得F3冠軍。
- 2004年：

亞洲雷諾方程式挑戰賽，再度發生旗號出錯事件。在最後一圈，排第一位的日本車手小林可夢偉和第二位的美國車手（Colin Fleming）在嶺南彎相撞退出，原本在第3位的日本車手番場琢在火藥局（產房彎）甩尾撞欄，第4位的車手亦於葡京彎壞車退出。原本排在第5位的澳門車手張路明變相躍升為第一，第6位的巴西車手布鲁诺·塞纳升為第二。張路明返回終點後，工作人員並未示意格旗，但賽事已經完成。後來在凱旋圈中，般奴·冼拿在以為賽事未結束的情況於沙池彎撞欄。
- 2009年：

在11月22日早上舉行的太平洋寶馬方程式賽，一輛賽車在第一圈文華東方彎撞向圍欄，迸出火焰，尾隨多部車輛未能及時煞車，導致6部賽車碰撞，最終23名車手中有14名無法完成賽事，賽程亦從原有的10圈減至8圈。
- 2011年：

在11月19日路車挑戰賽，香港車手丘永材駕駛日產GTR35，於起步時因為賽車出現問題，其排名為最後一位起步，及後卻成功大逆轉，逢車過車，後來居上擊敗一眾強敵贏得冠軍，為外界所津津樂道。
- 2016年：

雲科爾駛經文華東方彎時於彎心撞向護欄，車身飛起，車頂著地，然後在大直道上飛速滑行。雲科爾所幸毫髮無損，自己由翻側的奧迪戰車中爬出。
- 2017年：

三級方程式賽事，哈貝斯保及卡馬拉在最後一圈激烈鬥爭。但臨衝線時，哈貝斯保和卡馬拉在轉入水塘北角彎時失控撞牆，卡馬拉需要退出，而哈貝斯保只能以第4位完成賽事。
- 2024年：

國際汽聯GT世界盃賽事，在賽事即將進入最後兩圈時，領先的馬些路及傅奧兩人一直的激烈鬥爭中，排第2位的傅奧其後以交叉換線的方式於衝線彎成功超越馬些路，但兩人戰至葡京彎時因天雨路滑關係加上兩人在走線上皆有犯錯的情況，結果兩人雙雙衝入緩衝區，令後面本來第3位的晏高漁人得利並在最後贏得冠軍（儘管晏高於賽事期間曾追撞了迪亞士雲科爾而導致被罰5秒）。

## 歷屆冠軍
| 年份   | 格蘭披治大賽       | 底盤-引擎           | 賽事規格        | 東望洋大賽      | 房車                     | 格蘭披治電單車大賽 | 電單車       |
| ------ | ------------------ | ------------------- | --------------- | --------------- | ------------------------ | ------------------ | ------------ |
| 1954年 | 艾度亞度·迪·嘉華路 | Triumph TR2         | Sports car      | 沒有舉辦        | 沒有舉辦                 | 沒有舉辦           | 沒有舉辦     |
| 1955年 | 英屬香港 羅拔·利治 | Austin-Healey 100   | Sports car      | 沒有舉辦        | 沒有舉辦                 | 沒有舉辦           | 沒有舉辦     |
| 1956年 | 英屬香港 杜治·史甸 | Mercedes-Benz 190SL | Sports car      | 沒有舉辦        | 沒有舉辦                 | 沒有舉辦           | 沒有舉辦     |
| 1957年 | 亞瑟·彼狄文        | Mercedes-Benz 300SL | Sports car      |                 |                          | 沒有舉辦           | 沒有舉辦     |
| 1958年 | 陳理松             | Aston Martin DB3S   | Sports car      |                 |                          | 沒有舉辦           | 沒有舉辦     |
| 1959年 | 朗·夏域            | Jaguar XKSS         | Sports car      |                 |                          | 沒有舉辦           | 沒有舉辦     |
| 1960年 | 馬田·烈芬          | Jaguar XKSS         | Sports car      |                 |                          | 沒有舉辦           | 沒有舉辦     |
| 1961年 | 彼得·希夫          | Lotus 15-Climax     | Formula Libre   |                 |                          | 沒有舉辦           | 沒有舉辦     |
| 1962年 | 阿辛尼奧·羅路      | Lotus 22-Ford       | Formula Libre   |                 |                          | 沒有舉辦           | 沒有舉辦     |
| 1963年 | 阿辛尼奧·羅路      | Lotus 22-Ford       | Formula Libre   |                 |                          | 沒有舉辦           | 沒有舉辦     |
| 1964年 | 潘炳烈             | Lotus 23-Ford       | Formula Libre   | 尤真·布連加     | Mercedes-Benz 300SE      | 沒有舉辦           | 沒有舉辦     |
| 1965年 | 麥當奴             | Lotus 18-Ford       | Formula Libre   | 格蘭·禾夫基     | Austin Cooper S          | 沒有舉辦           | 沒有舉辦     |
| 1965年 | 麥當奴             | Lotus 18-Ford       | Formula Libre   | 佐治·比嘉       | Jaguar Mark 2            | 沒有舉辦           | 沒有舉辦     |
| 1966年 | 比安基             | Alpine-Renault T66  | Formula Libre   |                 |                          | 沒有舉辦           | 沒有舉辦     |
| 1967年 | 毛東尼             | Lotus 20B-Ford      | Formula Libre   | 潘炳烈          | Alfa Romeo GTA           | 長谷川弘           | Yamaha RD56  |
| 1968年 | 贊恩·布素          | McLaren M4C         | Formula Libre   |                 |                          | 長谷川弘           | Yamaha 250   |
| 1969年 | 奇雲·白賴特        | Mildren-Waggott     | Formula Libre   | 華辛貝嘉 潘炳烈 | Mercedes-Benz 300SEL 6.3 | 約翰·麥當奴        | Yamaha       |
| 1970年 | 戴達·郭先達        | BMW F270            | Formula Libre   | 黃佩衡          | Mini Cooper              | 海大傑             | Yamaha YSI   |
| 1971年 | 贊恩·布素          | McLaren M4C         | Formula Libre   | 戴達·格廉沙     | Ford Capri RS            | 本橋明泰           | Yamaha       |
| 1972年 | 約翰·麥當奴        | Brabham BT36        | Formula Libre   | 約翰·麥當奴     | Mini Cooper              | 高井紀次郎         | Yamaha TR3   |
| 1973年 | 麥當奴             | Brabham BT40        | Formula Libre   | 周更生          | Toyota Celica            | 安良岡健           | Suzuki RG500 |
| 1974年 | 韋恩·沙班          | March 72B-Ford      | Formula Pacific | 管信秀          | Toyota Celica            | 河崎裕之           | Yamaha       |
| 1975年 | 約翰·麥當奴        | Ralt RT1-Ford       | Formula Pacific | 管信秀          | Toyota Celica            | 金谷秀夫           | Yamaha       |
| 1976年 | 韋恩·沙班          | Ralt RT1-Ford       | Formula Pacific | 希比·艾丹斯克   | Porsche 911 Carrera RS   | 查斯·摩地馬        | Yamaha       |
| 1977年 | 列卡度·柏齊斯      | Chevron B40-Ford    | Formula Pacific | 周更生          | Toyota Celica            | 米克·格蘭          | Kawasaki 750 |
| 1978年 | 列卡度·柏齊斯      | Chevron B42-Ford    | Formula Pacific | 周更生          | Toyota Celica            | 淺見貞男           | Yamaha 750   |
| 1979年 | 里斯               | Ralt RT1-Ford       | Formula Pacific | 希比·艾丹斯克   | Porsche 911 Carrera RSR  | 淺見貞男           | Yamaha TZ-OW |
| 1980年 | 基夫·里斯          | Ralt RT1-Ford       | Formula Pacific | 祖占·韓·士德    | BMW 320i                 | 淺見貞男           | Yamaha TZ750 |
| 1981年 | 卜比·伊爾          | Hayashi 200P-Toyota | Formula Pacific | 文菲爾·溫高雄   | BMW 320i                 | 朗·夏士林          | Honda RS1123 |
| 1982年 | 羅拔圖·莫蘭奴      | Ralt RT4-Ford       | Formula Pacific | 希密特·紀能     | Porsche 935              | 夏士林             | Honda RS1123 |

| 年份   | F3格蘭披治大賽  | F3 底盤-引擎                | 車手總冠軍    | 東望洋大賽      | 房車                | 格蘭披治電單車大賽 | 電單車            |
| ------ | --------------- | --------------------------- | ------------- | --------------- | ------------------- | ------------------ | ----------------- |
| 1983年 | 艾爾頓·冼拿     | Ralt RT3-Toyota             | British F3    | 祖占·韓·士德    | BMW 635 CSI         | 朗·夏士林          | Honda NS500       |
| 1984年 | 約翰·尼爾遜     | Ralt RT3-Volkswagen         | German F3     | 湯姆·韋堅遜     | Jaguar XJS          | 米克·格蘭          | Suzuki 500        |
| 1985年 | 馬利斯奧·古高文 | Ralt RT30-Volkswagen        | British F3    | 基法蘭高·百狄拉 | Volvo 240 Turbo     | 朗·夏士林          | Honda RS500       |
| 1986年 | 安迪·華萊士     | Reynard 863-Volkswagen      | British F3    | 莊尼·施高圖     | Volvo 240 Turbo     | 朗·夏士林          | Elf Honda 500     |
| 1987年 | 馬田·當尼利     | Ralt RT31-Toyota            | British F3    | 羅拔圖·韋華基亞 | BMW M3              | 朗·夏士林          | Roc Elf Honda 4   |
| 1988年 | 安歷高·巴特基亞 | Dallara 388-Alfa Romeo      | Italian F3    | 艾菲迪·希格     | BMW M3              | 奇雲·舒旺斯        | Suzuki RGV500     |
| 1989年 | 大衛·百拉咸     | Ralt RT33-Volkswagen Spiess | British F3    | 夏菲            | Ford Sierra RS 500  | 羅拔·鄧立普        | Honda RC30        |
| 1990年 | 米高·舒麥加     | Reynard 903-Volkswagen      | German F3     | 長谷見昌弘      | Nissan Skyline GT-R | 希斯立             | Honda RC30        |
| 1991年 | 大衛·古達       | Ralt RT35-Mugen-Honda       | British F3    | 艾曼紐·拜奴     | BMW M3 Evolution    | 戴迪亞·迪·拿迪古斯 | Suzuki RGV500     |
| 1992年 | 域卡特·韋戴爾   | TOM'S 032F-Toyota           | All-Japan F3  | 艾曼紐·拜奴     | BMW M3 Evolution    | 卡爾·福格堤        | Harris Yamaha 500 |
| 1993年 | 梅拿            | Dallara 393-Fiat-Novamotor  | German F3     | 關兆昌          | BMW M3 Evolution    | 希斯立             | ROC Yamaha 500    |
| 1994年 | 美臣            | Dallara F394-Opel-Spiess    | German F3     | 溫高雄          | BMW 318is           | 希斯立             | Harris Yamaha 500 |
| 1995年 | 拉夫·舒麥加     | Dallara F394-Opel-Spiess    | German F3     | 奇雲·布茲       | Toyota Corona EXIV  | 麥克·愛華士        | ROC Yamaha 500    |
| 1996年 | 拉爾夫·費明     | Dallara F396-Honda Mugen/NB | British F3    | 法蘭·比亞拿     | Audi A4 Quattro     | 飛力·麥卡倫        | Yamaha 500        |
| 1997年 | 蘇希利·艾亞雷   | Dallara F396-Opel-Spiess    | French F3     | 史堤夫·蘇柏     | BMW 320i            | 安達斯·荷夫曼      | Kawasaki ZXR-7    |
| 1998年 | 彼得·鄧百克     | Dallara F398-Toyota-TOM'S   | All-Japan F3  | 祖占·溫高雄     | BMW 320i            | 米高·路達          | Honda RVF750 RC45 |
| 1999年 | 戴倫·曼寧       | Dallara F399-Toyota-TOM'S   | All-Japan F3  | 米高·巴圖斯     | Audi A4 Quattro     | 大衛·謝菲斯        | Yamaha YZF-R1     |
| 2000年 | 古圖            | Dallara F399-Opel-Spiess    | None          | 柏德烈·許士文   | BMW 320i            | 米高·路達          | Yamaha YZF-R1     |
| 2001年 | 佐藤琢磨        | Dallara F301-Honda-Mugen    | British F3    | 鄧肯·許士文     | BMW 320i            | 約翰·麥堅尼斯      | Honda CBR954RR    |
| 2002年 | 卓斯坦·高文迪   | Dallara F302-Renault-Sodemo | French F3     | 鄧肯·許士文     | BMW 320i            | 米高·路達          | Ducati 998        |
| 2003年 | 尼高拉斯·拿派爾 | Dallara F302-Renault-Sodemo | F3 Euroseries | 鄧肯·許士文     | BMW 320i            | 米高·路達          | Ducati 998        |
| 2004年 | 亞歷山大·彼馬治 | Dallara F304-Mercedes-HWA   | F3 Euroseries | 約克·梅拿       | BMW 320i            | 米高·路達          | Honda CBR1000RR   |
| 2005年 | 卢卡斯·迪格拉西 | Dallara F304-Mercedes-HWA   | British F3    | 奧古斯度·法夫斯 | Alfa Romeo 156      | 米高·路達          | Honda CBR1000RR   |
| 2005年 | 卢卡斯·迪格拉西 | Dallara F304-Mercedes-HWA   | British F3    | 鄧肯·許士文     | BMW 320i            | 米高·路達          | Honda CBR1000RR   |
| 2006年 | 康威            | Dallara F306-Mercedes-HWA   | British F3    | 安迪·派奧       | BMW 320si           | 史堤夫·柏列達      | Yamaha YZF-R1     |
| 2006年 | 康威            | Dallara F306-Mercedes-HWA   | British F3    | 約克·梅拿       | BMW 320si           | 史堤夫·柏列達      | Yamaha YZF-R1     |
| 2007年 | 奧利華·查域斯   | Dallara F307-Toyota-TOM'S   | All-Japan F3  | 艾恩·文奴       | Chevrolet Lacetti   | 史堤夫·柏列達      | Yamaha YZF-R1     |
| 2007年 | 奧利華·查域斯   | Dallara F307-Toyota-TOM'S   | All-Japan F3  | 安迪·派奧       | BMW 320si           | 史堤夫·柏列達      | Yamaha YZF-R1     |

| 年份   | F3格蘭披治大賽     | F3 底盤-引擎              | 車手總冠軍    | 東望洋大賽/(2.0)  | 房車                  | 格蘭披治電單車大賽 | 電單車                | 澳門GT盃大賽    | 型號                      |
| ------ | ------------------ | ------------------------- | ------------- | ----------------- | --------------------- | ------------------ | --------------------- | --------------- | ------------------------- |
| 2008年 | 國本京佑           | Dallara F308-Toyota-TOM'S | All-Japan F3  | 艾恩·文奴         | Chevrolet Lacetti     | 史超活·伊斯頓      | Honda CBR1000RR       | 歐陽若曦        | Porsche 997 GT3           |
| 2008年 | 國本京佑           | Dallara F308-Toyota-TOM'S | All-Japan F3  | 羅拔·侯夫         | Chevrolet Lacetti     | 史超活·伊斯頓      | Honda CBR1000RR       | 歐陽若曦        | Porsche 997 GT3           |
| 2009年 | 艾度亞度·莫他拿    | Dallara F308-Volkswagen   | GP2           | 羅拔·侯夫         | Chevrolet Cruze LT    | 史超活·伊斯頓      | Honda CBR1000RR       | 澤圭太          | Gallardo GT3              |
| 2009年 | 艾度亞度·莫他拿    | Dallara F308-Volkswagen   | GP2           | 奧古斯度·法夫斯   | BMW 320si             | 史超活·伊斯頓      | Honda CBR1000RR       | 澤圭太          | Gallardo GT3              |
| 2010年 | 艾度亞度·莫他拿    | Dallara F308-Volkswagen   | F3 Euroseries | 羅拔·侯夫         | Chevrolet Cruze LT    | 史超活·伊斯頓      | Kawasaki Ninja ZX-10R | 澤圭太          | LP560 GT3                 |
| 2010年 | 艾度亞度·莫他拿    | Dallara F308-Volkswagen   | F3 Euroseries | Norbert Michelisz | SEAT León TDI         | 史超活·伊斯頓      | Kawasaki Ninja ZX-10R | 澤圭太          | LP560 GT3                 |
| 2011年 | 丹尼爾·真卡迪拿    | Dallara F308-Mercedes-HWA | F3 Euroseries | 羅拔·侯夫         | Chevrolet Cruze 1.6T  | 米高·路達          | Ducati 1098           | 艾度亞度·莫他拿 | R8 LMS GT3                |
| 2011年 | 丹尼爾·真卡迪拿    | Dallara F308-Mercedes-HWA | F3 Euroseries | 羅拔·侯夫         | Chevrolet Cruze 1.6T  | 米高·路達          | Ducati 1098           | 艾度亞度·莫他拿 | R8 LMS GT3                |
| 2012年 | 安東尼奧·達·哥斯達 | Dallara F312-Volkswagen   | GP3           | 伊雲·梅拿         | Chevrolet Cruze 1.6T  | 米高·路達          | Honda CBR1000RR       | 艾度亞度·莫他拿 | R8 LMS                    |
| 2012年 | 安東尼奧·達·哥斯達 | Dallara F312-Volkswagen   | GP3           | 艾恩·文奴         | Chevrolet Cruze 1.6T  | 米高·路達          | Honda CBR1000RR       | 艾度亞度·莫他拿 | R8 LMS                    |
| 2013年 | 阿歷士·林恩        | Dallara F312-Mercedes     | F3 Euroseries | 伊雲·梅拿         | Chevrolet Cruze 1.6T  | 伊恩·赫捷臣        | Yamaha YZF-R1         | 艾度亞度·莫他拿 | R8 LMS                    |
| 2013年 | 阿歷士·林恩        | Dallara F312-Mercedes     | F3 Euroseries | 羅拔·侯夫         | SEAT León WTCC        | 伊恩·赫捷臣        | Yamaha YZF-R1         | 艾度亞度·莫他拿 | R8 LMS                    |
| 2014年 | 菲利克斯·羅辛基斯  | Dallara F312-Mercedes     | F3 Euroseries | 盧佩              | Citroën C-Elysée WTCC | 史超活·伊斯頓      | Kawasaki              | 馬羅·晏高       | SLS AMG GT3               |
| 2014年 | 菲利克斯·羅辛基斯  | Dallara F312-Mercedes     | F3 Euroseries | 羅拔·侯夫         | LADA Granta 1.6T      | 史超活·伊斯頓      | Kawasaki              | 馬羅·晏高       | SLS AMG GT3               |
| 2015年 | 菲利克斯·羅辛基斯  | Dallara Mercedes          | F3 Euroseries | 斯特凡諾·可米尼   | SEAT León             | 彼得·赫爾文        | BMW                   | 馬羅·晏高       | Mercedes–Benz SLS AMG GT3 |
| 2016年 | 達·哥斯達          | Dallara Volkswagen        |               | 堤亞高·蒙迪路     | 本田Civic             | 彼得·赫爾文        | BMW                   | 羅倫士·雲科爾   | Audi R8 LMS               |
| 2017年 | 丹·迪圖            | Dallara Volkswagen        |               | 羅拔·侯夫         | 雪鐵龍 C-Elysée WTCC  | 格倫·歐文          | 杜卡迪                | 艾度亞度·莫他拿 | Mercedes - AMG GT3        |
| 2018年 | 丹·迪圖            | Dallara Volkswagen        |               | 古里亞利          | 本田 Civic TCR        | 彼得·赫爾文        | 杜卡迪                | 奧古斯托·法夫斯 | BMW M6 GT3                |
| 2019年 |       | Dallara Mecachrome        |               | 派奧              | 領克03                | 米高·路達          | 本田                  | 拉菲爾·馬些路   | Mercedes - AMG GT3        |

### 賽車新星的搖籃
澳門格蘭披治大賽亦是一眾賽車新星的搖籃，不少世界知名的賽車手在新人時期，都曾經到澳門作賽。其中包括一級方程式世界著名車手科克·罗斯伯格、阿兰·斯坦利·琼斯、里卡多·帕特雷斯、冼拿、加赫特·貝加、让·阿莱西、戴蒙·希爾、迈克尔·舒马赫、米高·夏健倫、埃迪·埃尔文、大衛·庫塔、鲁本斯·巴里切罗、雅克·维伦纽夫、詹卡洛·费斯切拉、拉尔夫·舒马赫、雅诺·特鲁利、尼克·海费尔德、马克·韦伯、简森·巴顿、佐藤琢磨、海基·科瓦莱宁、刘易斯·汉密尔顿、尼科·罗斯伯格、罗伯特·库比卡、塞巴斯蒂安·维特尔、艾德里安·苏蒂尔和马克斯·维斯塔潘等。

## 嚴重意外
澳門東望洋賽道以危險著名，舉行格蘭披治賽車多年以來，發生過多宗嚴重意外。
- 1959年（第6屆），為大賽車期間而臨時搭建加思欄臨時行人天橋，疑因為過多人在橋上觀看賽事，用鋼製搭成的行人天橋整座倒塌，事件中50餘人受傷[12]，其中21人需入院治療，賽會出示紅旗終止賽事。
- 1967年（第14屆），兩屆格蘭披治大賽冠軍菲律賓籍著名車手阿辛尼奧·羅路（英语：Arsenio Laurel）駕駛蓮花跑車，在第三圏轉入東方彎時失控撞欄，全車隨即發生火警，羅路困於車廂遭活活燒死，是澳門賽車史上第一位喪生車手，該屆澳門賽車適逢無線電視開播，在澳門進行電視現場轉播，也是澳門歷史上第一次電視直播。
- 1971年（第18屆），香港華裔車手馬家駒在練習中失事，在葡京彎撞燈柱喪生。馬家驅當時駕駛73號車，當時報紙拍到意外發生後馬家驅的下身在賽道上，但不見腰以上身身軀。
- 1972年（第19屆），香港車手陳瑞發失事身亡。
- 1973年（第20屆），該屆賽車一連進行三天，在第三日舉行電單車格蘭披治大賽時，香港車手曾社倫在水塘彎失事撞向堤邊，當場重傷，送院後不治。
- 1974年（第21屆），在「東望洋二百哩長途賽Guia 200」，德國車手格廉沙駕駛福特雅士房車，在遊艇彎（現今文華東方彎）附近失控打圈，撞入觀眾群中，致1死6傷；死者湯錦餘，9歲，此次事件是首次有觀眾喪生，由於此次事件的教訓，賽會由1975年開始，為觀眾購買意外保險，而国际汽联（FIA）也要求澳門賽車會加強跑道的安全設施。
- 1977年（第24屆），21歲的香港修車師傅林世坤，到澳門參加電單車比賽，未出場練習，在駕電單車經過新口岸往驗車時失事，撞向石柱慘死。
- 1979年（第26屆），在ACP盃賽中發生連環撞車意外，香港車手鍾仁邦駕駛的43號車，在遊艇彎（現今文華東方彎）與童振輝所駕的61號車互撞，兩車著火焚燒，童振輝當場喪生，鍾仁邦則受了重傷。
- 1983年（第30屆），在電單車新手賽中，香港車手陳偉超駕32號車失事翻筋斗，送院搶救無效去世。
- 1993年（第40屆），在第一天進行計時練習時，澳門葡籍車手羅沙遼在「電單車新手賽」駕21號電單車，在松山失事撞欄，送院救治無效死亡，他是澳門賽車中第一位遇難的澳門車手。同一日，在電單車新手賽，香港車手董世榮在賽事中失事，所駕41號鈴木電單車翻倒，再被尾隨由香港車手梁偉雄所駕的25號車輾過，身受重傷，送到山頂醫院後證實不治。本屆賽事是澳門賽車史上第一次在同一屆賽事內，有兩名車手喪生。
- 1994年（第41屆）：格蘭披治電單車第二回合，日籍車手鳥取克裕於水塘直路失控撞向圍牆，車手飛出圍牆跌落石灘喪生。
- 1998年（第45屆），超級跑車挑戰盃賽事進行至第四圈，2號法拉利在駛過賽車中心時，機件故障漏油，車底高溫起火，險波及尾隨郭富城駕駛的27號法拉利，駕駛員夏文為免發生意外，將車帶著一團烈火在一旁停下，自己則迅速離車，一組賽道工作人員立即趕至滅火及善後，而當時由香港車手曾偉知駕駛的18號保時捷高速駛過，疑因路面有機油，戰車失控甩尾，高速滑向撞倒正在冒火的2號車，將該車撞開近50米，在車旁進行善後工作的5名工作人員全數被拋開或受來車壓於防撞欄，而該輛保時捷戰車亦瞬即起火，情況相當混亂，賽會立即終止賽事，大批工作人員趕到現場搶救，25歲消防員李志堅因頭部重創盤骨爆裂，多處骨折，抵院搶救無效死亡，事件中有多人受傷。這是澳門賽車史上第一次有跑道上工作人員在跑道意外身亡。
- 2000年（第47屆），在格蘭披治電單車第一圈賽事，一名香港車手在嶺南彎失控撞欄，戰車翻滾了一圈並橫亙在賽道中，車手昏迷於圍欄旁；後有車閃避不及撞向橫亙在路上的肇事賽車，幸未做成傷亡（参见大賽車委員會網站片段）。在同一屆東望洋大賽熱身賽中，由荷蘭籍車手華舒亞（Frans Verschuur）駕駛的雷諾跑車在葡京彎衝出跑道，先撞倒一排防撞車胎，再撞塌分隔賽道的竹棚後衝出跑道範圍，在葡京酒店對出的迴旋處撞倒一對中國大陸遊客夫婦，再於一個停車場的入口處與剛駛過的貨車相撞，男遊客死亡，女遊客、貨車司機以及華舒亞同告受傷。事後雷諾車隊全隊退出比賽。

- 2004年（第51屆），在格蘭披治電單車排位賽中，奧地利籍車手韋定（Erwin Wilding）在水塘彎高速失控撞欄，戰車即完全解體爆火，路面烈焰狂舞，韋定當場昏迷。
- 2005年（第52屆），45歲的法國籍車手邦浩爾（Bruno Bonhuil）在電單車格蘭披治熱身賽，在東方彎失控撞向防撞欄，邦浩爾當場重傷昏迷，送院後不治。
- 2010年（第57屆），在澳門路車挑戰賽進行排位賽時，33號中國車手司徒建忠於嶺南彎失控撞欄，波及防撞欄後的4名賽道工作人員，4人均受輕傷送院。
- 2011年（第58屆），GT盃第3圈時，先有一部Ford GT失控自炒，另外一部保時捷在入文華東方灣之前已經撞，後車法拉利收掣不及撞上，賽道上全是碎片，大會出示紅旗。
- 2012年（第59屆），35歲葡萄牙籍車手路爾斯·卡尼拉（英语：Luis Carreira）（Luís Carreira）在漁翁灣失控撞欄，戰車起火，他被拋出車外，躺在路面，救護員到場時他已失去知覺，卡尼拉被送去山頂醫院搶救後證實不治。11月16日，31號香港車手丘永材在澳門電訊盃排位賽中過了文華東方彎後失控撞欄，由救護車送往山頂醫院搶救，最終不治。
- 2017年（第64屆），格蘭披治電單車正賽發生嚴重意外，賽至第七圈時，31歲英國車手赫加迪（Daniel Hegarty）在漁翁彎失控撞攔，頭盔飛脫，當場不省人事，比賽立即出示紅旗終止比賽，受傷車手立即被送往山頂醫院，大會隨後亦宣布終止賽事。赫加迪意外前的名次排第15位，而赫加迪送往醫院途中傷重不治，終年31歲。澳門傳媒於傍晚約6時發出訃報，大會於6時半舉行記者會證實消息。同日舉行的GT世界盃選拔賽發生一宗嚴重意外：在第一圈賽事進行時，排第二位起步的真卡迪拿在嚤囉園附近撞牆停下，後上車手除馬些路之外其餘均趕不及閃避，結果釀成超過十車連環相撞，最終選拔賽只餘八輛戰車能繼續比賽[13]。所幸的是是次意外並沒有造成傷亡。由於18號當日澳門天氣陰寒有雨，路面濕滑，當日幾乎所有賽事都有揮動紅旗。
- 2018年（第65屆），國際汽聯三級方程式世界盃正賽發生嚴重意外，因第一圈葡京彎發生意外，安全車帶領兩圈至第四圈賽事重新起步時，全場唯一一位女車手 — 來自德國的17歲車手蘇菲亞·佛羅絲駕駛的25號戰車在葡京彎前直路因為高速與其他戰車碰撞而失控，被地上一段藍色混凝土製減速坡鏟起，先撞向日本車手坪井翔（Sho Tsuboi）的戰車右後方，然後以炮彈飛車般向上飛高撞向葡京彎記者專用攝影看台再向下壓向賽道工作人員揮旗用之木台，事故造成5人傷﹙包括一名日籍攝影記者、一名內地攝影師及一名賽道工作人員﹚。所幸的是是次意外所有人在送院途中神志清醒，而佛羅絲則有比較嚴重的脊柱骨折，但沒有生命危險，生命情況穩定。而坪井翔則有腰骨痛，沒有特別嚴重問題，正在醫院進行檢查工作。賽會事後出示紅旗中止賽事45分鐘。
- 2022年（第69屆），TCR亞洲挑戰賽第二回合最後一圈，香港車手盧思豪於文華東方彎被甄卓偉撞至失控撞牆，並引致三車相撞，盧思豪戰車嚴重損毀，引擎飛脫。賽事最終以紅旗作結，並以紅旗前一圈計算成績。涉及事故的盧思豪和甄卓偉分別獲得亞軍及季軍。

## 娛樂節目

### 賽車女郎

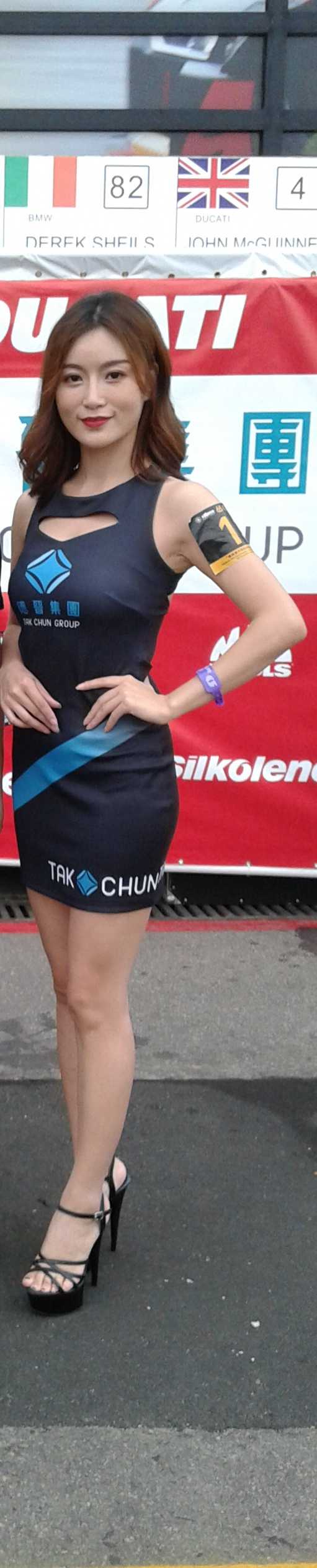
賽車女郎

賽車的其中一個特色就是有賽車女郎，澳門格蘭披治大賽也不例外。在車房的位置經常聚集一批又一批的賽車女郎，為所屬的車隊宣傳和打氣，吸引來很多攝影發燒友攝影。

### 歌星表演
2009年第56屆大賽車，主辦單位邀請多位香港明星，包括鍾鎮濤、古巨基、張智霖、泳兒、廖碧兒、謝安琪及林峯等，在葡京彎搭建的平台演唱。

### 大賽車紀念郵戳及紀念封
每年澳門格蘭披治大賽車舉行期間，澳門郵政局均會於葡京看台及郵政總局集郵商店設置櫃台，為市民提供加蓋該屆澳門格蘭披治大賽車紀念郵戳服務。亦會推出賽車紀念封。

## 延伸活動

### 歡樂跑活動

#### 2018年65周年歡樂跑
2018年，為慶祝大賽車舉辦65周年，澳門格蘭披治大賽車組織委員會主辦「慶祝第65屆澳門格蘭披治大賽車東望洋跑道歡樂跑」，活動於該年11月11日舉行，活動呈獻之贊助商為中國銀行澳門分行。起點及終點設於澳門格蘭披治賽車大樓對出的大賽車起步位置，賽道全長約6.2公里，參賽者沿東望洋跑道進行競賽。比賽於當天06:30起跑，參加者需於1小時15分鐘內環繞東望洋跑道一圈。該次活動共吸引2,000人參加，男子組冠軍由邱鈞源奪得，時間為20分鐘05秒；女子組冠軍由許朗奪得，時間為23分09秒。

#### 2023年70周年歡樂跑
2023年2月9日，多位議員關注「旅遊+體育」的發展，以及本地體育設施的建設。社會文化司司長歐陽瑜表示，除計劃將大賽車活動加入新路線外，同時於70周年之際研究重啟「歡樂跑」，在賽車跑道中加入跑步路線。
2023年10月17日，組委會和體育局正式宣布歡樂跑於該年11月5日上午6時30分開跑，由大賽車組委會及澳門體育暨奧林匹克委員會主辦、澳門中銀冠名贊助，提供合共4,000個報名名額；歡樂跑路程全長6.2公里，報名日期由該年10月22日上午9時開始接受報名，起點及終點均設於澳門格蘭披治賽車大樓。

### 親子嘉年華及車展
在每年大賽車前兩星期或一星期，大賽車組委會舉行各項延伸性活動讓市民能夠感受大賽車氣氛，當中兩項活動在塔石廣場舉行。其中在大賽車舉行前兩星期將舉行大賽車親子嘉年華，現場將模擬成為東望洋跑道及迷你賽車場，讓小朋友感受大賽車的各類型工作及崗位，從而生動及有趣地認識更多有關賽車活動的知識。
2020年起，基於COVID-19疫情防控工作，嘉年華活動採取先登記後抽籤的方式分時段入場；另外，在賽事前的一星期將於同一地點舉行車展活動，讓市民和遊客能近距離親睹即將參賽的戰車，同時在活動現場還設有以大賽車為主題的文創產品銷售攤位。2022年10月下旬至11月下旬於市政署大樓舉行大賽車主題藝術創作活動作品展，讓居民和旅客從多角度認識與感受澳門大賽車歷史和文化；亦會舉辦澳門格蘭披治大賽車攝影比賽。
2022年11月，因收到珠海通報出現源頭不明的澳門輸入COVID-19陽性個案，體育局及澳門格蘭披治大賽車組織委員會宣布，原定於11月5-6日在塔石廣場舉行的「親子嘉年華」活動取消，翌年於塔石廣場復辦（2023年11月4日至5日）。

## 榮譽
澳門格蘭披治大賽車曾被選為「10項最精彩的街道賽事」之一和「2006年不能錯過的二十項頂級賽車活動」之一（英國賽車雜誌《Autosport》）。

## 電視轉播
澳門
- 澳廣視：澳視澳門、澳視葡文、澳門體育、澳門綜藝、澳門-Macau
- 澳門有線電視：澳門有線第一頻道、澳門有線第三頻道

 香港
- 無綫電視：翡翠台（正式比賽第一日下午、第二日上午及下午直播）

 中国大陆
- 中國中央電視台：中國中央電視台體育頻道（CCTV-5，錄影播出）
- 廣東廣播電視台：廣東廣播電視台體育頻道（直播或錄影播出）

## 影響

### 交通
因為澳門格蘭披治大賽車是街道賽，每年賽事舉行前後需要封閉數十條公共街道以便賽事進行，另外，沿事路面亦需實施禁止泊車。
大賽車舉行期間，澳門近半的公共巴士路線需要更改行駛路程，而除了56、AP1路線由氹仔往澳門的行程外，所有公共巴士以及酒店及娛樂場客運專車（發財巴）會在賽事舉行期間暫停進入外港客運碼頭的巴士總站及停泊區，乘客要改乘特別免費接駁巴士路線（見下文）或步行到澳門綜藝館或葡京酒店外的亞馬喇前地轉乘原有路線。而於2005年至2007年賽車期間，澳門政府更與當時兩間專營巴士公司合作，於賽車舉行四天內提供免費巴士服務，以鼓勵居民乘搭巴士，減輕路面交通壓力。由2011年開始，澳門政府將免費接駁巴士路線由原來的1條增加至3條（12X、28CX、31路線），並由三間專營巴士公司分別經營，令大賽車期間的巴士路線網絡覆蓋得更為廣泛。而2AS、H2路線之走線因與大賽車跑道重疊，大賽車舉行期間必須停駛。

### 特別巴士路線
- 澳巴在大賽車期間營運2條免費路線，自大賽車首三天06:00-00:30至最後一天賽事06:00-19:00提供服務：

| 路線 | 起訖點                |
| ---- | --------------------- |
| 12T  | 外港碼頭 ↺ 亞馬喇前地 |
| 31T  | 外港碼頭 ↺ 綜藝館     |

- 大賽車期間，1A、3、3A、10、10B、12、17S、28A、28B、29、32、60、102X、N1A路線，以及所有發財巴暫停進入外港碼頭；而8、10B、28C、29路線則暫不停靠「回力」站。另外56、AP1路線會臨時停靠外港碼頭上層臨時站。

- 另外，位於外港客運碼頭對面的栢樂停車場和地面的旅遊巴停泊區會在賽事舉行前後數星期關閉，用作停泊賽事戰車和設置修車區及集車站[29][30][31]。

### 學校
部份位於賽車賽道附近的學校，因為舉行賽車產生太大噪音關係，會於大賽車舉行期間停課（例如培道中學、嶺南中學、濠江中學）。

## 爭議

### 保留大賽車與否
澳門社會急速發展，每屆格蘭披治大賽車舉行期間，外港區交通大為混亂。政界人士區宗傑在2007年指大賽車勞民傷財，應該停辦。而時事評論員譚志強亦認為可以考慮把賽車場遷至路氹城。但坊間多數意見則指澳門旅遊業要多元化。認為大賽車在世界有名，是澳門皇牌。同時，大賽車是一級車壇新星的搖籃，原因是澳門的東望洋賽道複雜多變，不能犯錯，難度極高，充滿挑戰性，所以認為大賽車不應停辦或搬遷。
根據旅遊學院在2007年10月至12月進行的「旅客及居民對澳門格蘭披治大賽車的意見」調查（街訪5,075訪澳旅客與10,377本澳居民的電話訪問），與2003年相比，顯示旅客或居民對觀賞大賽車的熱情均是與年俱增

### 2020年和2021年大賽車疫情下堅持舉辦惹爭議
2020年：

2021年：

## 軼事
2008年，由財神酒店贊助的房車埠際賽(當時名為『財神酒店澳門香港埠際賽』)結束後，一名男子駕駛「綿羊仔」電單車從「水塘北角彎」位置(繞過「禁止駛進」符號和圍攔阻擋的道路)闖入東望洋跑道，並以逆線方式向着「劏狗環」(即山頂醫院方向)行駛，結果該男子於「焯公亭」位置被警方制服。

## 外部連結
- 官方网站（繁體中文）（简体中文）（英文）（葡萄牙文）
- 澳門格蘭披治大賽車的Facebook專頁
- YouTube上的澳門格蘭披治大賽車頻道
- 澳門格蘭披治大賽車的新浪微博
- 58th 澳門格蘭披治大賽車相片 （页面存档备份，存于）